# Kett Turton
Kett Turton est un acteur américain né le 4 avril 1982 à Portland, Oregon (États-Unis).

## Filmographie
- 1998 : La Beauté de l'âme (Beauty) (TV) : Sean
- 1999 : Passe-temps interdits (Our Guys: Outrage at Glen Ridge) (TV) : John
- 1999 : Rollercoaster (en) : Darrin
- 1999 : Démons et merveilles (en) (H-E Double Hockey Sticks) de Randall Miller : Skid
- 2000 : Ricky 6 : Greg
- 2000 : Secret Cutting (TV) : Craig Crosetto
- 2000 : Deadlocked (TV) : Ellis Moseley
- 2001 : Temps mort ("Dead Last") (série TV) : Vaughn Parrish
- 2001 : Strange Frequency (TV) : Toby (segment "More Than a Feeling")
- 2001 : Gypsy 83 : Clive Webb
- 2002 : The Water Game : Gavin
- 2003 : Heart of America : Daniel Lyne
- 2003 : Coming Down the Mountain : Joe
- 2003 : Falling Angels (en) : Tom
- 2004 : Saved! : Mitch
- 2004 : Kingdom Hospital (feuilleton TV) : Paul / Antubis
- 2004 : Tolérance zéro (Walking Tall) : Kenner
- 2004 : My Old Man : Young Hank
- 2004 : Show Me : Jackson
- 2004 : Blade: Trinity (Blade: Trinity) : Dingo
- 2005 : Séduction criminelle (Ladies night) (TV) : Zack Pavalek
- 2005 : A Simple Curve : Buck
- 2006 : Firewall : Vel
- 2006 : Le Secret de Hidden Lake (The Secret of Hidden Lake) (TV) : Jack Ford Jr.
- 2012 : La Colère des Titans de Jonathan Liebesman
- 2014 : Forever :  Paul Gould (saison 1, épisode 7)
- 2015 : Jessica Jones: Holden (saison 1, épisode 3)
- 2016 : Le Teckel (Wiener-Dog) de Todd Solondz :
- 2016 - 2019 : iZombie : Vampire Steve